# 國領浩子
國領浩子（こくりょう ひろこ）は、東京都出身（）のラジオパーソナリティ、タレント、スタジアムDJ。サンミュージックプロダクション所属。

## 人物
- アメリカに住んでいた時期にサッカー経験がある。[2]。
- 血液型：A型
- 趣味：美術館めぐり・芸術旅行・Jリーグ観戦・歌うこと
- 特技：英会話（アメリカ　ネイティブな発音できます）・サッカー・フットサル・球技全般・茶道・すぐ人と仲良くなれる
- 資格：サッカー4級審判・フットサル４級審判・茶道表千家・習事・学芸員・美術検定3級
- 好物：麺類・焼酎など

## 活動

### スタジアムDJ
- 2021年4月～大宮アルディージャVENTUS

### ラジオ
※太字はレギュラー出演番組
- 2018年2月～2021年12月 FM NACK5 ARDIJA HOT LINE
- 2022年1月～ FM NACK5 VAMOS！Orange & Navy （Saturday Morning Radio おびハピ!内）

### TV
※太字はレギュラー出演番組
- 2016年8月 EX「動物戦隊ジュウオウジャー」第26話 林ユイ役
- 2017年4月 EX「人間の証明」中山静枝役
- 2017年4月～ ケーブルテレビ品川「しながわEYE」レポーター

### 舞台
- 2015年2月　園田英樹演劇祭Plius「谷中コメディーショー」戸野廣浩司記念劇場
- 2015年3月　園田英樹演劇祭Plius「王子コメディーショー」シアターバビロンの流れのほとりにて
- 2016年6月　GHETTO旗揚げ公演「horizon～ホリゾン～」所詮、男と女はアレがすべて？
- 2016年10月「桜の園２」 　ザムザ阿佐ヶ谷
- 2017年7月　「センスレス」 せんがわ劇場